# John Steinmetz
John Steinmetz (Londen, 12 december 1795 – Brugge, 27 oktober 1883) was een Engels kunstverzamelaar en mecenas. Hij is vooral bekend door de verzameling prenten en tekeningen die hij schonk aan de stad Brugge en die bewaard wordt in de stedelijke musea onder de naam Steinmetz Prentenkabinet.

## Levensloop
Steinmetz stamde uit een familie die van het Keurvorstendom Hannover naar Engeland was getrokken. Hij was de zoon van Benjamin Steinmetz (°1764) en Anne Day. In de familie komen vooral de beroepen van bankier en reder voor en een familiewapen duidt er op dat de leden zich tot de betere klassen rekenden.
John Steinmetz kreeg een uitstekende opleiding, onder meer aan de Universiteit van Cambridge, en sprak vele talen. Hij begon een loopbaan als 'attorney' in Londen. Hij hield dit slechts vijf jaar vol en bracht de rest van zijn leven ambteloos door.
In 1815 trouwde hij met Margaret Mount. Haar zwakke gezondheid deed hen in 1819 beslissen om in Brugge te gaan wonen. In 1832 bekeerden ze zich beiden tot het rooms-katholieke geloof, onder de begeleiding van priester Léon de Foere. De doopplechtigheid vond plaats in het Engels Klooster. Hun peters waren Hughes Félicité Robert de Lamennais en graaf Vilain XIIII. In 1834 diende bisschop René Boussen hen het vormsel toe. In 1834 werd hij 'wereldlijke vader' (beheerder van de goederen) bij de karmelitessen in Brugge.
In februari 1836 overleed Margaret Mount. Steinmetz trad binnen in het noviciaat van de karmelieten in Brugge. Hij werd echter minder geschikt bevonden voor het religieuze leven. Op 15 november 1836 trouwde hij met de bijna twintig jaar jongere Marie-Sophie Van der Ghote. Ze kregen tussen 1838 en 1856 elf kinderen.

## Relaties
Ook al leefde hij relatief afgezonderd, werd Steinmetz in Brugge toch met verschillende intellectuelen bevriend. Zo onder meer met Pierre-Joseph Laude, de stadsbibliothecaris (gedurende de eerste twee jaar mijn enige Brugse vriend), met Jules Van Praet, stadsarchivaris en weldra kabinetschef van de Belgische koningen Leopold I en Leopold II, met de Engelse Bruggeling Edward Conway, intendant van de Civiele Lijst, met de historicus en schrijver Joseph-Octave Delepierre, met de priesters Léon de Foere en Charles Carton, met de schilder Henri Imbert des Mottelettes (1764-1837), met de Engelse in Brugge wonende kunsthistoricus James Weale, die zijn buurman werd in de Sint-Jorisstraat.
In de hogere Belgische kringen onderhield hij vooral vriendschap met de prinsen de Croÿ, met prins Eugène de Ligne (1804-1880) en met graaf Felix de Merode (1791-1857), evenals, in Gent, met de graven Jean-Baptiste d'Hane-Steenhuyse en Vilain XIIII (1803-1878). Hij verbleef vaak op hun kastelen. Gemeenschappelijke belangstelling voor verzamelen lag hieraan ten grondslag. Andere vrienden waren de geoloog en Gentse professor Marie-Charles-Désiré-Hippolyte Margerin (1799-1848) en uiteraard ook vele prentenhandelaars met wie hij drukke relaties onderhield.
In Frankrijk knoopte hij vriendschapsbanden aan met onder meer de politicus en schrijver Charles de Montalembert (1810-1870), met de magistraat Leon Cornudet (1808-1876) en vooral met de diplomaat en kunstkenner François Rio (1797-1874), die hij als zijn intiemste vriend vermeldde.
In Engeland was hij bevriend met de schilder J. R. Herbert (1810-1890) en had ook contacten met A. W. Pugin jr. en met kardinaal Wiseman (1802-1865).

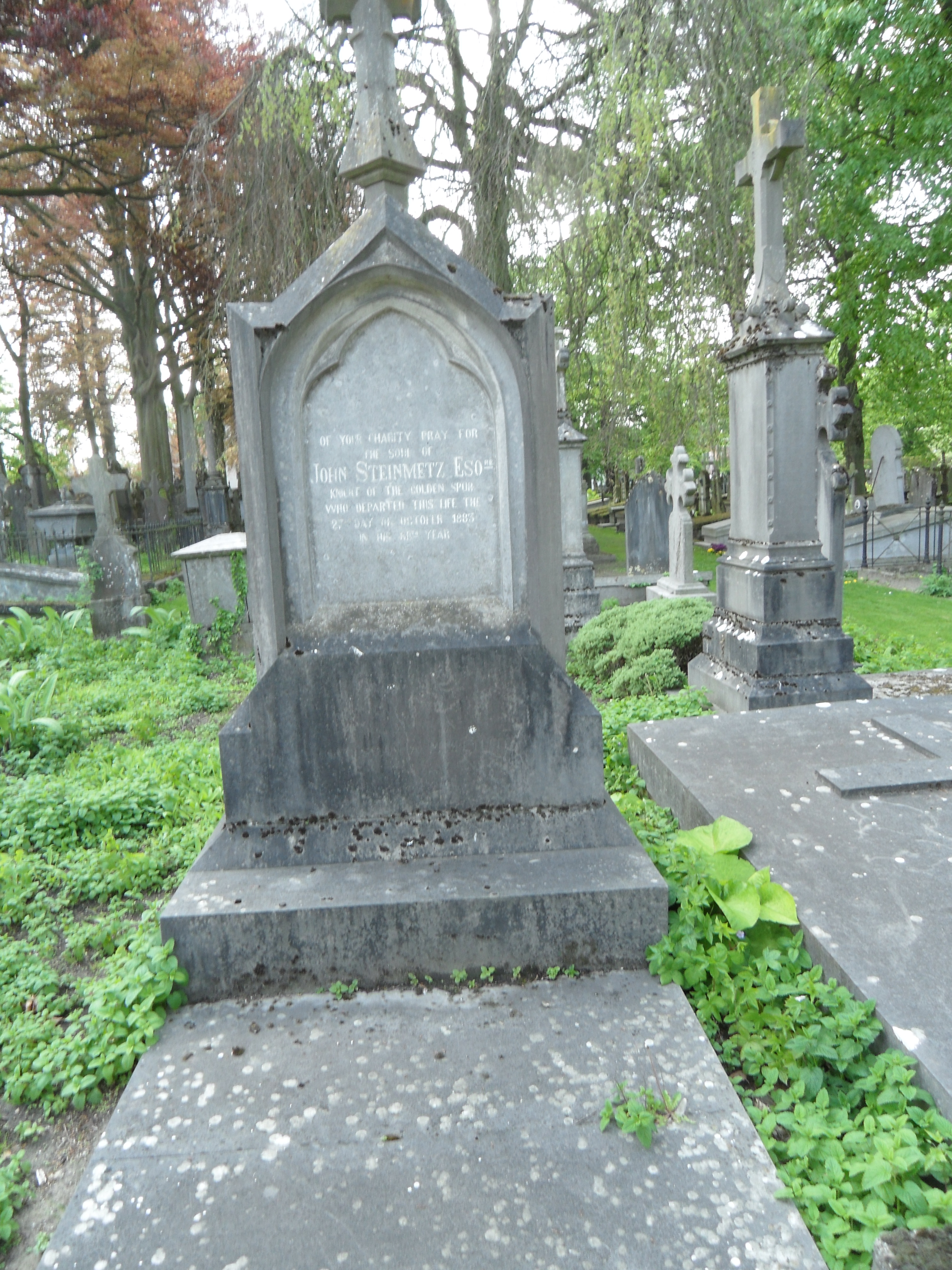
Grafmonument John Steinmetz op het Brugs kerkhof

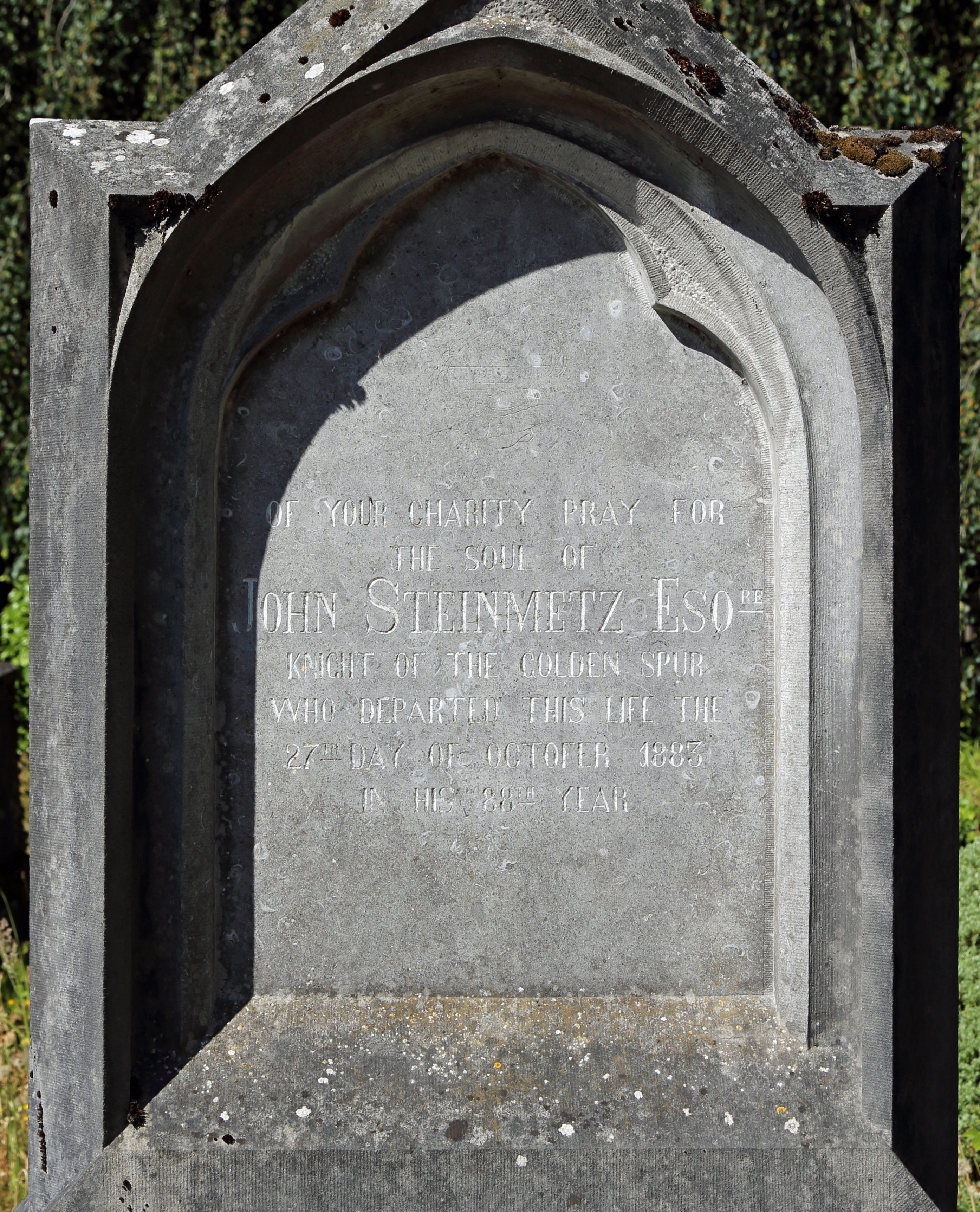
Tekst op het graf van John Steinmetz

## Adviesraden
De erudiete kennis van Steinmetz bleef niet onbekend en in 1843 1840 werd hij lid van de provinciale commissie voor het behoud van de kunstvoorwerpen bij gemeenten, kerkfabrieken en andere instellingen, die werd voorgezeten door gouverneur Felix de Mûelenaere..
In 1860 werd hij corresponderend lid van het Comité mixte des objets d'art, een adviesraad die leden van de Koninklijke Academie en van de Koninklijke Commissie voor Monumenten bijeenbracht. Hij werkte actief mee tot in 1878.

## Verzamelaar
Van jongs af aan was Steinmetz prentenverzamelaar en op 15 jaar bezat hij al een ets van Rembrandt. Het verzamelen zou zijn ganse leven beheersen en overal trok hij naar veilingen en prentenhandelaars om zijn collectie te vervolledigen. Deze telde uiteindelijk niet minder dan 14.000 prenten en 3000 tekeningen, etsen en gravures afkomstig van 1200 verschillende kunstenaars.
Steinmetz wilde niet dat zijn verzameling verdeeld zou worden en daarom schonk hij in 1863 zijn levenswerk aan de stad Brugge. Het duurde ongeveer een eeuw vooraleer van de verzameling een degelijke inventaris werd opgesteld.
De kunst die hij naast zijn prenten verzamelde (schilderijen, kunstvoorwerpen) werd na zijn dood openbaar verkocht.

## Genealogie
- John Steinmetz was reder in Londen. Hij was het, of zijn vader die in 1714 met George I uit Hannover naar Engeland was gekomen.
  - William Steinmetz
    - John Steinmetz

  - Benjamin Steinmetz (1764-1808) x Anne Day (†1825)
    - John Steinmetz (Londen 1795 - Brugge 1883), x Margaret Mount ( -1836), xx Marie-Sophie van der Ghote (1814-1898)
      - Alphonse Steinmetz (1838-1899), ingenieur, x Elvire van Kiel (1848-1925)
        - Fritz Steinmetz (1871-1952), advocaat, doctor in de wetenschappen

      - Marie-Thérèse Steinmetz (1839-1923), karmelietes, stichteres en priorin van kloosters in Posen en Krakau
      - Marguerite Steinmetz (1841-1924), x John P. Smith (Dublin)
      - Thérèse-Marie Steinmetz (1843-1925), karmelietes
      - Hélène Steinmetz (1844-1927), karmelietes
      - Paul-Jean Steinmetz (1846-1885), tuinbouwer, x Clémence Duquesne
        - William Steinmetz (1875-1947), x Germaine Story
          - Jean-Marie Steinmetz (1911- ), x Denise Caluwaerts
            - Patrick Steinmetz (°1949), x Marie-Christine Kervyn de Merendree

          - Michel Steinmetz, x Marie Nerinckx
            - Francisco Steinmetz (°1951), x Anne Delvaux de Fenffe

      - Elisabeth Steinmetz (1848-1926), karmelietes
      - Charles-François Steinmetz (1852-1914), tuinbouwer, x Anne-Claire Manteau
        - Frank Steinmetz (Brugge Sint-Andries, 2 oktober 1879 - Brugge, 8 augustus 1954), x Elisabeth Verhaeghe
          - John Steinmetz, x Christiane de Reul de Bonneville
          - Charlotte Steinmetz, x Jacques de Durand de Prémorel

      - Fanny Steinmetz (1854-1892), zuster Arme Klare

## Nakomelingen
Het is natuurlijk opmerkelijk dat vijf van de dochters van John Steinmetz in het klooster traden. Slechts een van de acht dochters (twee stierven vroeg) trad in het huwelijk. Vier werden karmelietes, van wie de oudste kloosters ging stichten in Polen. De jongste trad binnen bij de Arme Klaren en behoorde tot degenen die vanuit Brugge kloosters gingen stichten in Engeland.
De drie zoons trouwden en zorgden voor nageslacht. Alphonse Steinmetz werd burgerlijk ingenieur en, door tussenkomst van Jules Van Praet, werd hij benoemd bij de Belgische spoorwegen. Paul en Charles Steinmetz richtten een borstelfabriek op, die geen groot succes was. Ze verwierven een eigendom net buiten de Smedenpoort (waar zich thans de Singel bevindt) en ze stichtten er een tuinbouwbedrijf. Paul stierf vroeg en Charles werkte vooral in onderaanneming voor zijn vriend, de orchideeënspecialist Frederick Sander (1847-192). Een aanzienlijk deel van hun eigendom werd onteigend voor de aanleg van een nieuwe spoorlijn en nog voor Charles overleed was de zaak opgedoekt.
In de volgende generatie was vooral Frank Steinmetz in Brugge actief. In 1908 in Blankenberge getrouwd met Anne Manteau, bewoog hij zich binnen de katholieke Franssprekende burgerij in Brugge. Hij werd journalist en werkte mee aan heel wat nieuwsbladen. Hij behoorde tot de conservatieve vleugel van de katholieke partij en volgde de evoluties binnen deze partij van dichtbij. Van 1920 tot na 1945 was hij literair directeur van de Uitgeverij Desclée de Brouwer. Samen met Pieter van der Meer de Walcheren die het Parijse filiaal dirigeerde, onderhield hij de contacten met Franse, vooral religieuze, auteurs. Daarnaast legde hij zich ook toe op het kinderboek. In 1941 begeleidde hij Jan François die een Nederlandstalige afdeling oprichtte, onder de naam De Kinkhoren.
Steinmetz schreef bij herhaling over de Steinmetzcollectie en kon moeilijk aanvaarden dat deze belangrijke aanwinst door het stadsbestuur zo stiefmoederlijk werd behandeld. Een jaar voor zijn dood publiceerden de Handelingen van het genootschap voor geschiedenis een artikel van zijn hand, waarin hij schamper de slakkengang van de ontsluiting van de collectie beschreef, collectie die gered werd van de versnippering, maar niet van de vergetelheid en de onverschilligheid. Hij eindigde met de voorzichtige hoop dat het ooit eens goed zou komen.

## Publicatie
- John STEINMETZ, Collection Steinmetz (gravures et dessins). Rapport fait à MM. les Bourgemestre et Echevins de la ville de Bruges, Brugge, 1867.

## Beschrijving
Steinmetz heeft in handschrift twee catalogi van zijn verzameling nagelaten:
- Catalogue d'une collection d'estampes rangée par ordre de graveurs, suivie d'une table alphabétique, fait par John Steinmetz, 342 blz. circa 1863.
- Nomenclature des pièces principales de ma collection d'estampes, classée par ordre des peintres, 153 blz.